# Wapen van Ameide

Het wapen van Ameide

Over het wapen van Ameide bestaan een aantal misverstanden. Zo wordt vaak gedacht dat een oudere versie van het wapen van Houten, dat van Ameide zou zijn. De burgemeester van Ameide vroeg op 4 april 1815 per brief aan de Hoge Raad van Adel het gemeentelijke wapen aan. Het wapen werd op 24 juli 1816 aan de gemeente Ameide toegekend. Het wapen bleef tot de gemeentelijke herindeling van 1986 in gebruik. Mogelijk is het wapen afkomstig van de Heren van Goor, zij hebben waarschijnlijk Ameide gesticht.

## Geschiedenis
Het wapen werd in de brief van Ameide werd wel een zegelstempel afgebeeld, dit zegel vertoonde het wapen inclusief de helm met het helmteken. Omdat de kleuren niet vermeld werden, en deze ook niet zichtbaar waren, werd het wapen verleend in de rijkskleuren: een blauw schild met daarop een volledig gouden voorstelling. De burgemeester had op kunnen geven dat op een 17e-eeuwse bodebus het wapen afgebeeld werd als zijnde rood met drie zilveren palen. Eveneens uit de 17e eeuw stammen twee zegels waarop een wapen staat met twee palen in plaats van drie. Wel staan op de beide getoonde schilden een helm met het het helmteken. Een van de twee zegels is uit 1608 en heeft een randschrift: Dit is het poortsegel van der Amyde.

## Blazoenering
De beschrijving van het wapen luidt:
Van lazuur beladen met een pal en verzeld van twee smallere, alles van goud.
Het schild heeft de rijkskleuren: een blauw schild met een volledig goudkleurige voorstelling. In het geval van het wapen van Ameide gaat het om een pal (verticale balk) met aan weerszijden een smallere balk.
Op het wapendiploma staat niet aangegeven dat het wapen door de gemeente gevoerd werd met een wapenhelm met als helmteken twee geboeide en geharnaste armen.